# Mare de Déu del Roser de Lliterà
Mare de Déu del Roser de Lliterà és una església de Lliterà (Viacamp i Lliterà) situada a la Franja de Ponent a la comarca aragonesa de Ribagorça.